# 덕포초등학교
덕포초등학교는 대한민국 부산광역시 사상구에 있는 공립 초등학교이다.

## 학교 연혁
- 2025.03.04	10학급 편성, 1학년 신입생 17명 입학
- 2025.01.06	제42회 졸업(졸업생 31명, 총계 4417명)
- 2024.03.04	11학급 편성, 1학년 신입생 29명 입학(남 13명, 여 16명)
- 2024.03.01	제18대 박재한 교장 부임
- 2024.02.08	제41회 졸업(남 7명, 여 15명, 계 21명) 총 졸업생 수(4,386명)
- 2023.03.02	8학급 편성, 1학년 신입생 26명 입학(남 12명, 여 14명)
- 2023.02.10	제40회 졸업(남 8명, 여 23명, 계 31명) 총 졸업생 수(4,365명)
- 2022.12.21	지능형 과학실 구축
- 2022.08.31	방화셔터, 방화문, 계단바닥 보수공사
- 2022.02.28	제 39회 졸업(남 14명, 여 7명, 계 21명) 총 졸업생 수(4,334명)
- 2021.01.25	1학년 교실환경개선 사업
- 2021.01.18	무한상상실 설치(집진기 설치)
- 2019.02.27	칠판 교체, 교실 벽면 도색, 교실 학생 진열장 설치
- 2018.12.12	학교 화단 전지 작업 및 고사목 제거 작업
- 2018.05.07	후문 배움터 지킴이 배치 및 운영
- 2014.02.01	급식실 현대화 사업 및 동편 주차장 시설
- 2012.10.01	놀이시설 설치(씨름장, 미끄럼틀, 철봉, 정글짐, 구름사다리등)
- 2012.05.30	안전강화학교 경비실 설치
- 2010.07.16	정보화 시설 개선 사업
- 2010.04.09	급식소 개소
- 2009.03.01	담장 허물기 공사(5월), 중앙현관 리모델링(9월)
- 2009.02.22	방송실 리모델링 완료
- 2008.12.31	영어체험실 구축완료
- 2003.12.11	강당(해오름관) 및 연결 복도 신축 공사
- 1996.03.01	덕포초등학교로 개칭
- 1983.03.01	덕포국민학교 개교
- 1983.01.22	설립인가 19학급(특수1포함)

## 참고 자료
- 덕포초등학교 - 한국교육학술정보원 학교알리미